# Янгу (Китай)
Янгу́ (кит. упр. 阳谷, пиньинь Yánggǔ) — уезд городского округа Ляочэн провинции Шаньдун (КНР). Название уезда было взято от павильона Янгутин.

## История
Уезд был выделен при империи Суй в 596 году из уезда Дунъэ.
В 1949 году была образована провинция Пинъюань, и уезд вошёл в состав её Специального района Ляочэн (聊城专区). В 1952 году провинция Пинъюань была расформирована, и Специальный район Ляочэн был передан в состав провинции Шаньдун. В 1958 году уезд был присоединён к уезду Шоучжан (寿张县), но в 1961 году был воссоздан.В 1964 году уезд Шоучжан был расформирован, южная часть его территории вошла в состав уезда Фаньсянь, северная — в состав уезда Янгу.
В 1967 году Специальный район Ляочэн был переименован в Округ Ляочэн (聊城地区).
Постановлением Госсовета КНР от 29 августа 1997 года были расформированы округ Ляочэн и городской уезд Ляочэн, а вместо них образован Городской округ Ляочэн.

## Административное деление
Уезд делится на 3 уличных комитета, 13 посёлков и 2 волости.